# 大分县立艺术文化短期大学
大分县立艺术文化短期大学（日语：／ Oita Tanki Daigakubu *），简称艺短，是一所位于日本大分县大分市的公立短期大学。

## 概要

### 简介
- 学校最早可以追溯到1959年[2][3]。短期大学为于1961年开办[3]、由公立大学法人大分县立艺术文化短期大学经营[4]。为男女同校从开办

### 历史
- 1961年 大分县立艺术短期大学成立并同时设置两个学科、以下列举。校园在了别府市。
  - 美术科
  - 音乐科
- 1975年 校园迁址至大分市。
- 1979年 美术科和音乐科各自分离为以下列举[3]。
  - 美术科
    - 美术专攻
    - 设计专攻
    - 生活艺术专攻

  - 音乐科
    - 器乐专攻
    - 声乐专攻
- 1992年 改校名为大分县立艺术文化短期大学。两个学科成立、以下列举[3]。
  - 传播学科
  - 国际文化学科
- 2003年 传播学科改编为信息传播学科。
- 2006年 公立大学法人大分县立艺术文化短期大学成立[3]。
- 2007年 两个专攻成立、以下列举[3]。
  - 造型专攻
  - 音乐专攻
- 2013年 国际文化学科改名为国际总合学科[3]。

### 宪章
- 请参看大分县立艺术文化短期大学的标志 （日語） 2014年6月1日阅览。

## 学校环境
- 校区：在大分县大分市

## 历任校长
- 安达益三：第一代短期大学校长[5]。
- 中山钦吾：现在短期大学校长[6]

## 组织

### 学科
- 美术科
  - 美术专攻
  - 设计专攻
  - 生活艺术专攻[注 1]
- 音乐科
  - 器乐专攻[注 2]
  - 声乐专攻[注 2]
- 信息传播学科
- 国际总合学科

### 专科
| - 造型专攻 - 音乐专攻 |

### 业余课程
| - 没有 |

### 附属学校
- 高等学校：前大分县立艺术文化短期大学附属高级中学

### 附属机关
| - 图书馆 - 信息媒体教育中心 |

## 知名校友
- うえやまとち（漫画家）
- 小林道夫（洋琴演奏者·客座教授）
- 网中いづる（插画家）

## 相关链接
- 日本短期大学列表